# Dianemobius kimurae
Dianemobius kimurae är en insektsart som först beskrevs av Tokuichi Shiraki 1911.  Dianemobius kimurae ingår i släktet Dianemobius och familjen syrsor. Inga underarter finns listade i Catalogue of Life.